# (2000) Herschel
(2000) Herschel – planetoida z pasa głównego asteroid okrążająca Słońce w ciągu 3 lat i 248 dni w średniej odległości 2,38 j.a. Została odkryta 29 lipca 1960 roku w Sonneberg Obserwatory (Sonneberg) przez Joachima Schubarta. Nazwa planetoidy pochodzi od Williama Herschela (1738–1822), odkrywcy Urana. Przed jej nadaniem planetoida nosiła oznaczenie tymczasowe (2000) 1960 OA.